# 1988년 동계 올림픽 캐나다 선수단
캐나다는 캐나다 캘거리에서 열린 1988년 동계 올림픽에 개최국으로서 참가했다.

## 메달리스트

### 은메달
- 브라이언 오서 — 피겨 스케이팅, 남자 싱글
- 엘리자베스 맨리 — 피겨 스케이팅, 여자 싱글

### 동메달
- 카렌 퍼시 — 알파인 스키, 여자 활강
- 카렌 퍼시 — 알파인 스키, 여자 슈퍼대회전
- 트레이시 윌슨 & 로버트 맥콜 — 피겨 스케이팅, 아이스댄싱

## 아이스 하키

### 남자
명단
- 신 버르케
- 릭 코스티
- 앤디 무그
- 크리스 펠릭스
- 렌디 그레그
- 서지 로이
- 토니 스타일스
- 팀 웨터스
- 트렌트 여니
- 잘리 젤러프스키
- 켄 베리
- 마르크 햅슈에이드
- 버흔 카펜
- 왈리 슈레이버
- 고르드 쉐르벤
- 클라우드 빌그레인
- 서지 보이스버트
- 브라이언 브레들리
- 밥 조이스
- 메를린 말리노스키
- 짐 페플린스키
- 모르간 벤덜리
- 켄 야렘척

- 수석 코치: 데이브 킹

## 스피드 스케이팅
- 게이탄 보우셔
- 첸털 코테
- 고르돈 고플린
- 캐시 고르단
- 나탈리에 그레이너
- 그레고르 젤로넥
- 베노이트 라마르체
- 마리에-피에르 라마르체
- 아리아네 로이그넌
- 케롤라인 마헤욱스
- 진 피체트
- 셸리 레드
- 가이 티볼트
- 마르셀 트렘블레이
- 로버트 트렘블레이
- 다니엘 터코트

## 참조
- 올림픽 공식 리포트 보관됨 2012-02-04 - 웨이백 머신